# Movistar Open 2009
Il Movistar Open 2009 è stato un torneo di tennis giocato sulla terra rossa nella categoria ATP World Tour 250 series nell'ambito dell'ATP World Tour 2009. È stata la 16ª edizione del Movistar Open.Si è disputato a Viña del Mar in Cile dal 2 all'8 febbraio 2009.

## Campioni

### Singolare
Fernando González ha battuto in finale  José Acasuso con il punteggio di 6–1, 6–3

### Doppio
Pablo Cuevas /  Brian Dabul hanno battuto in finale  František Čermák /  Michal Mertiňák con il punteggio di 6–3, 6–3